# Aquário da baía de Monterey

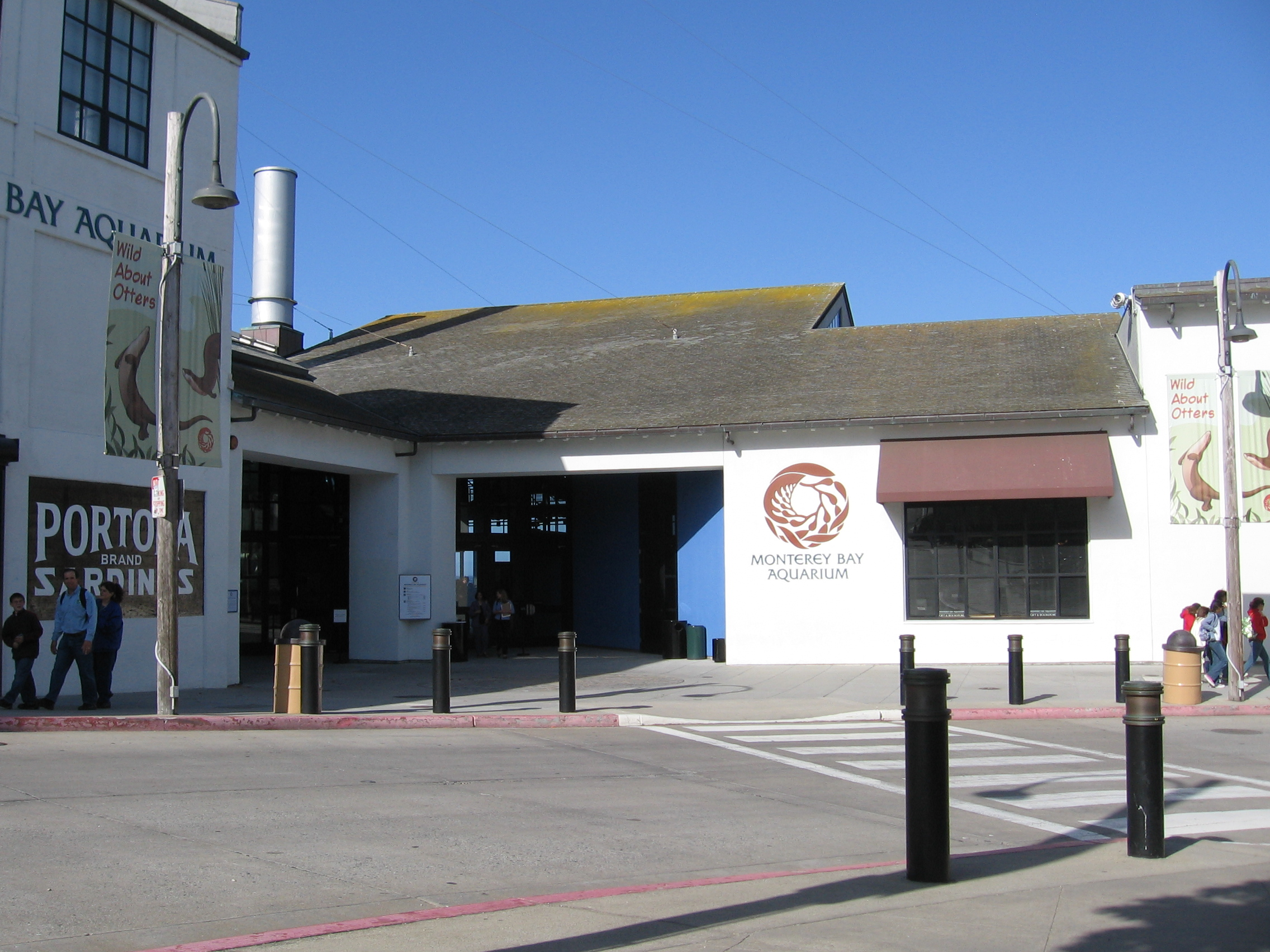
Entrada principal do Aquário de Monterey.

O Aquário da baía de Monterey (Monterey Bay Aquarium) é um aquário público localizado na cidade estadunidense de Monterey, na Califórnia. É um dos maiores e mais conhecidos aquários de água salgada do mundo, que está instalado em uma antiga indústria de sardinhas e foi inaugurado em 20 de outubro de 1984.
É considerado a maior e mais concorrida atração da cidade, contando com 35 mil plantas e animais de 623 espécies diferentes, como tubarões, lontras e águas-vivas, apresentados em tanques gigantescos. De um pier é possível assistir aos leões-marinhos se espreguiçando ao sol.

## O aquário no cinema
O Aquário de Monterey apareceu no filme Star Trek IV: The Voyage Home de 1986, como o fictício Sausalito Cetacean Institute.
O personagem Stephano, interpretado por Jim Carrey no filme Lemony Snicket's A Series of Unfortunate Events, faz referência ao Aquário de Monterey quando tenta persuadir o herpetologista Montgomery Montgomery sobre suas experiências com cobras.
Também foi inspiração para o aquário fictício Marine Life (Marine Life Institute), que aparece no longa de animação Procurando Dory produzido pela Pixar. O aquário é retratado com sendo o lugar de origem da personagem principal e onde possivelmente se encontra seus pais. Na animação Marine Life também é chamado de Joia de Monterey (Jewel of Monterey) por Dory e se localiza na mesma cidade de Monterey CA. Boa parte de sua área eterna é retratada com grande semelhança, para isso foi necessário inúmeras viagens ao aquário feitas por parte da equipe de produção, capturando imagens inclusive do ponto de vista dos animais.

## Galeria de imagens

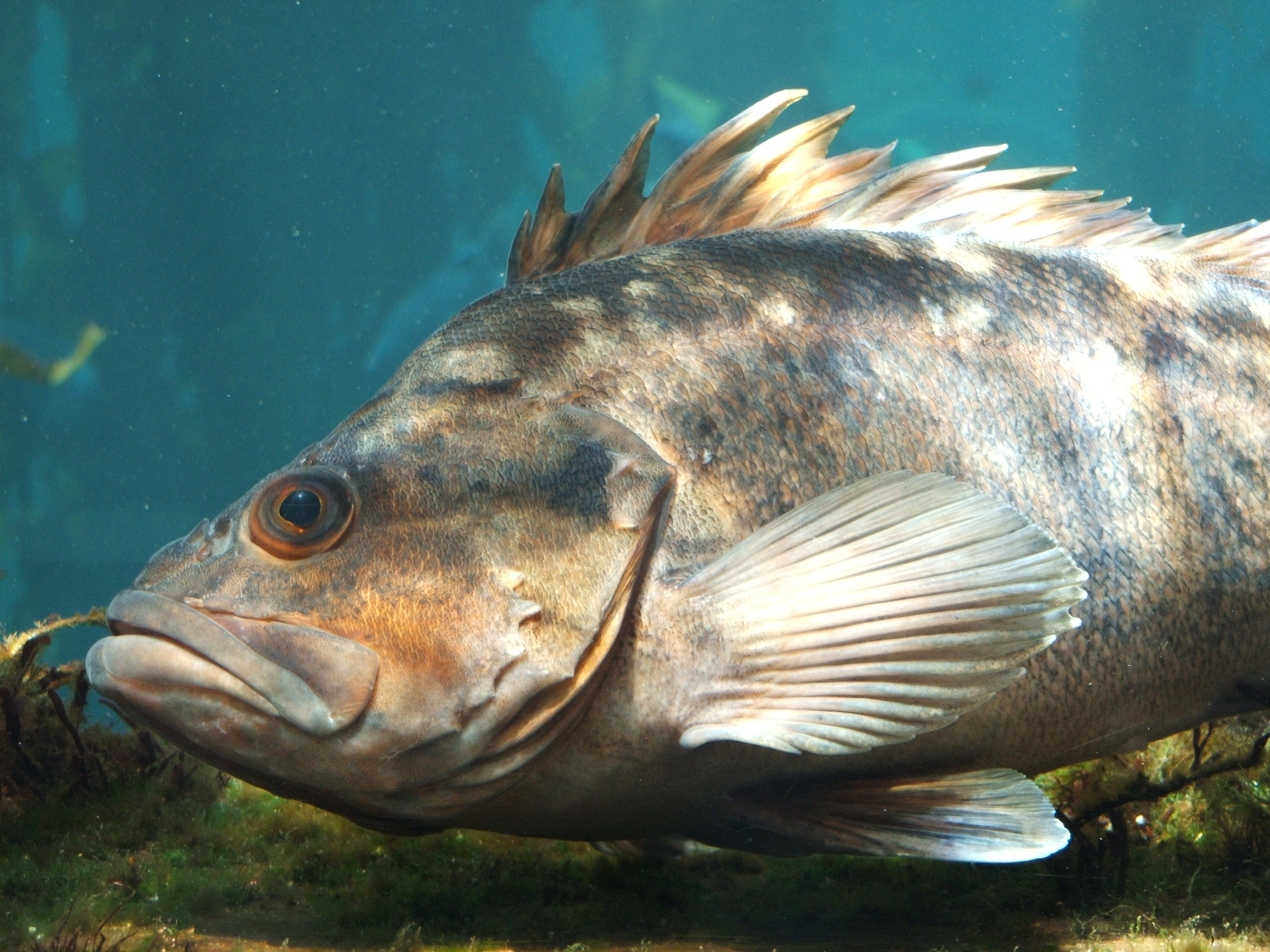
Cantarilho (Sebastes spp.)
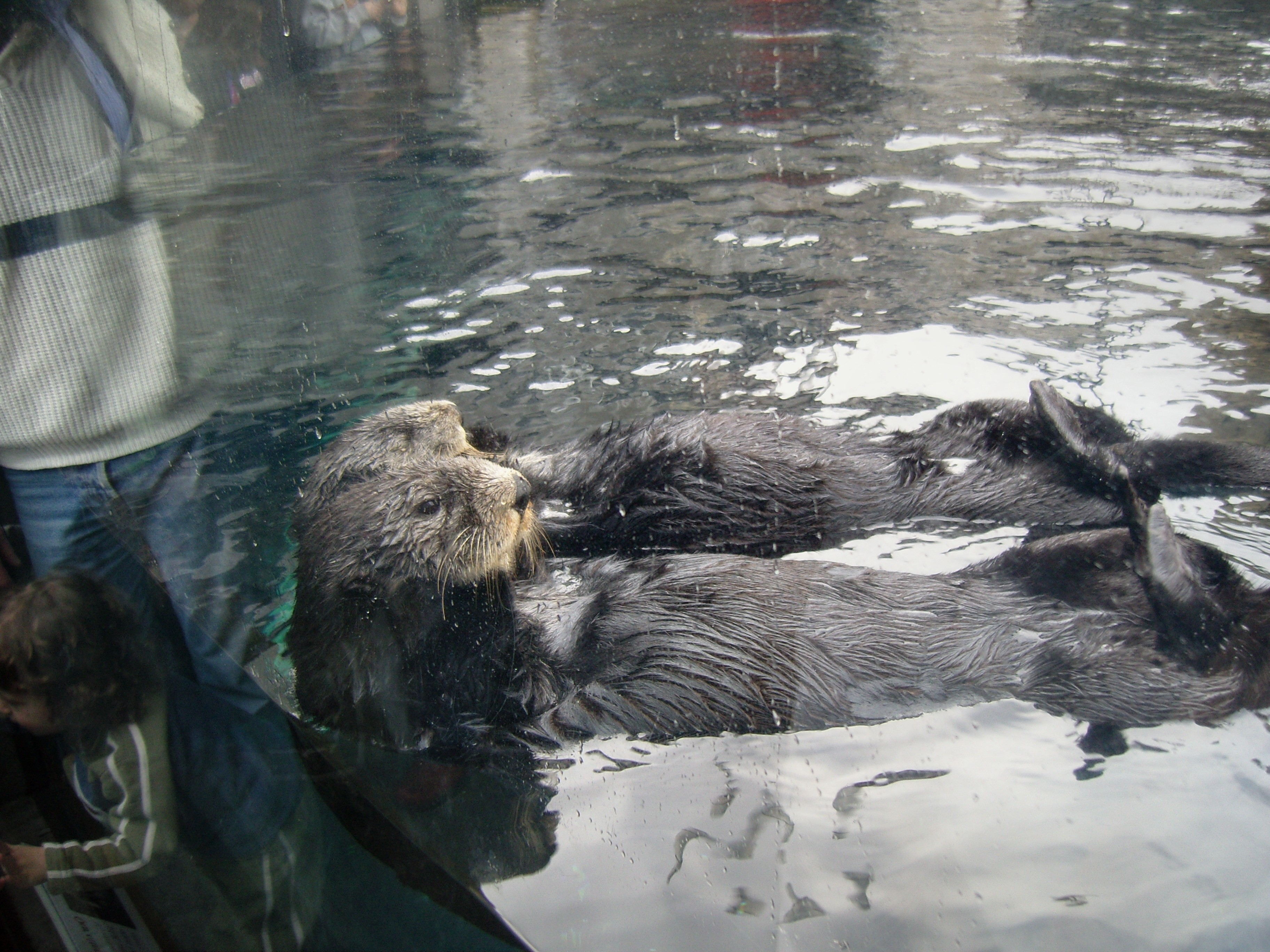
Lontra-marinha (Enhydra lutris)
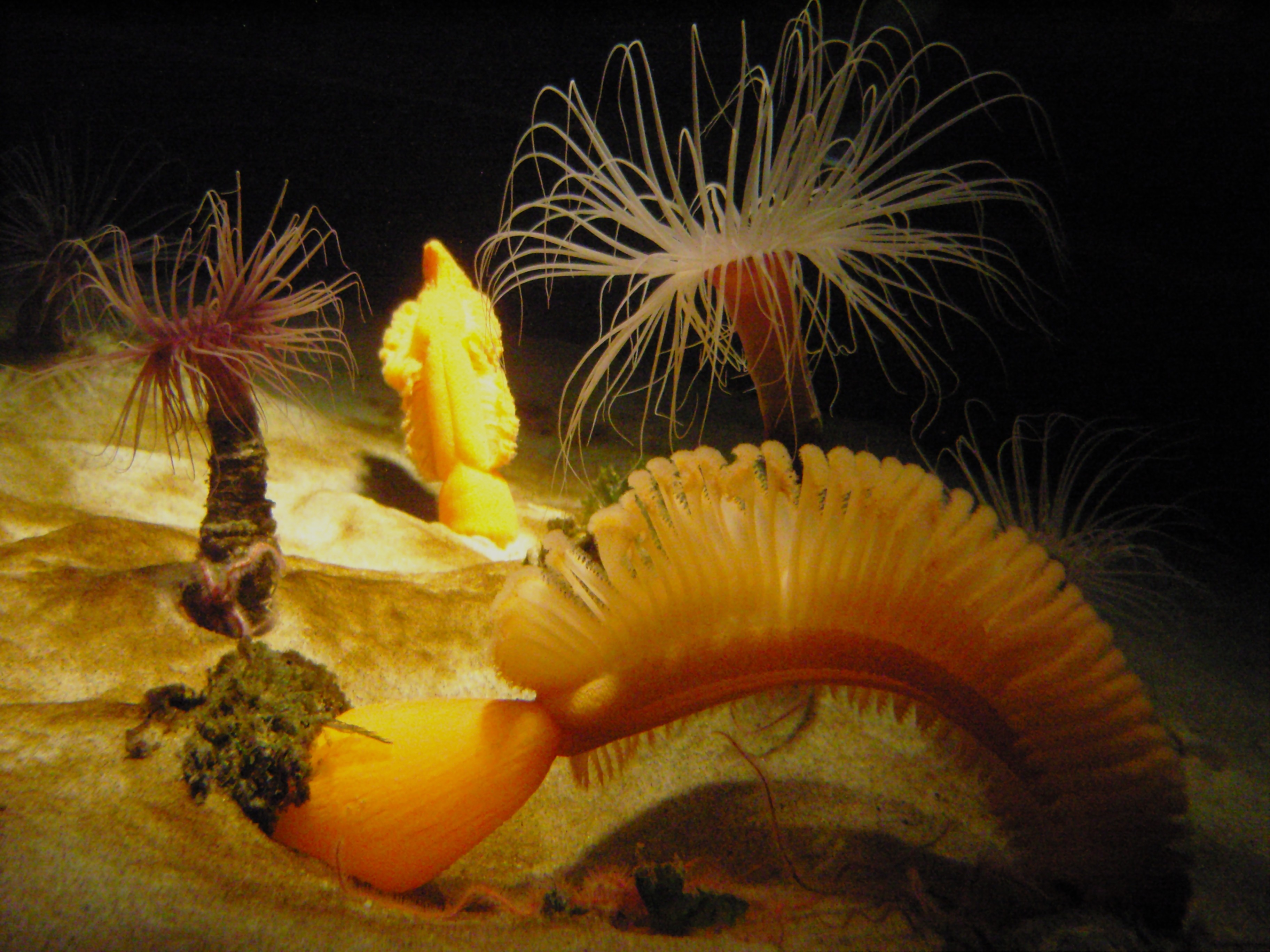
Pena-do-mar (Ptilosarcus gurneyi)
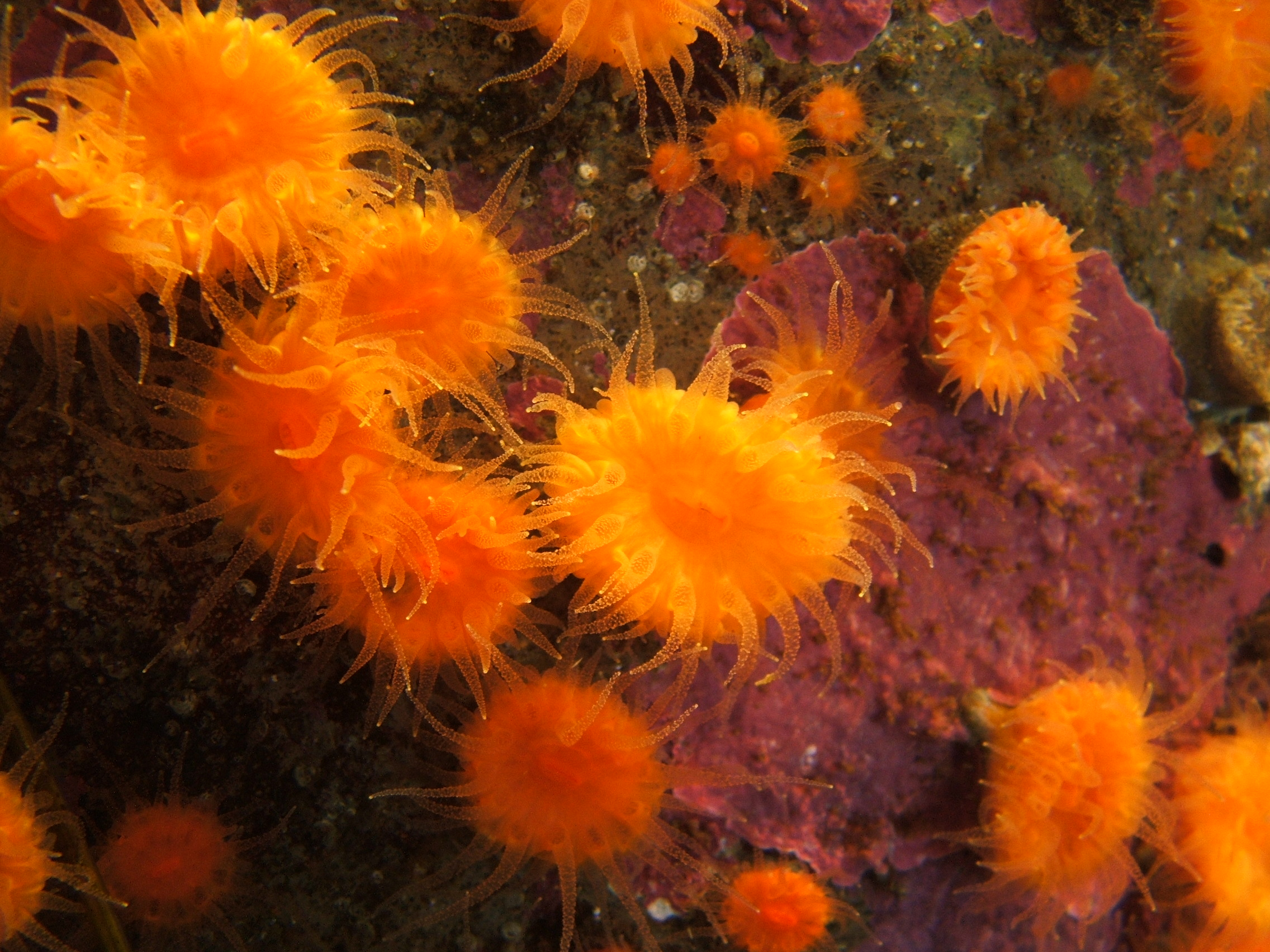
Coral (Balanophyllia elegans)
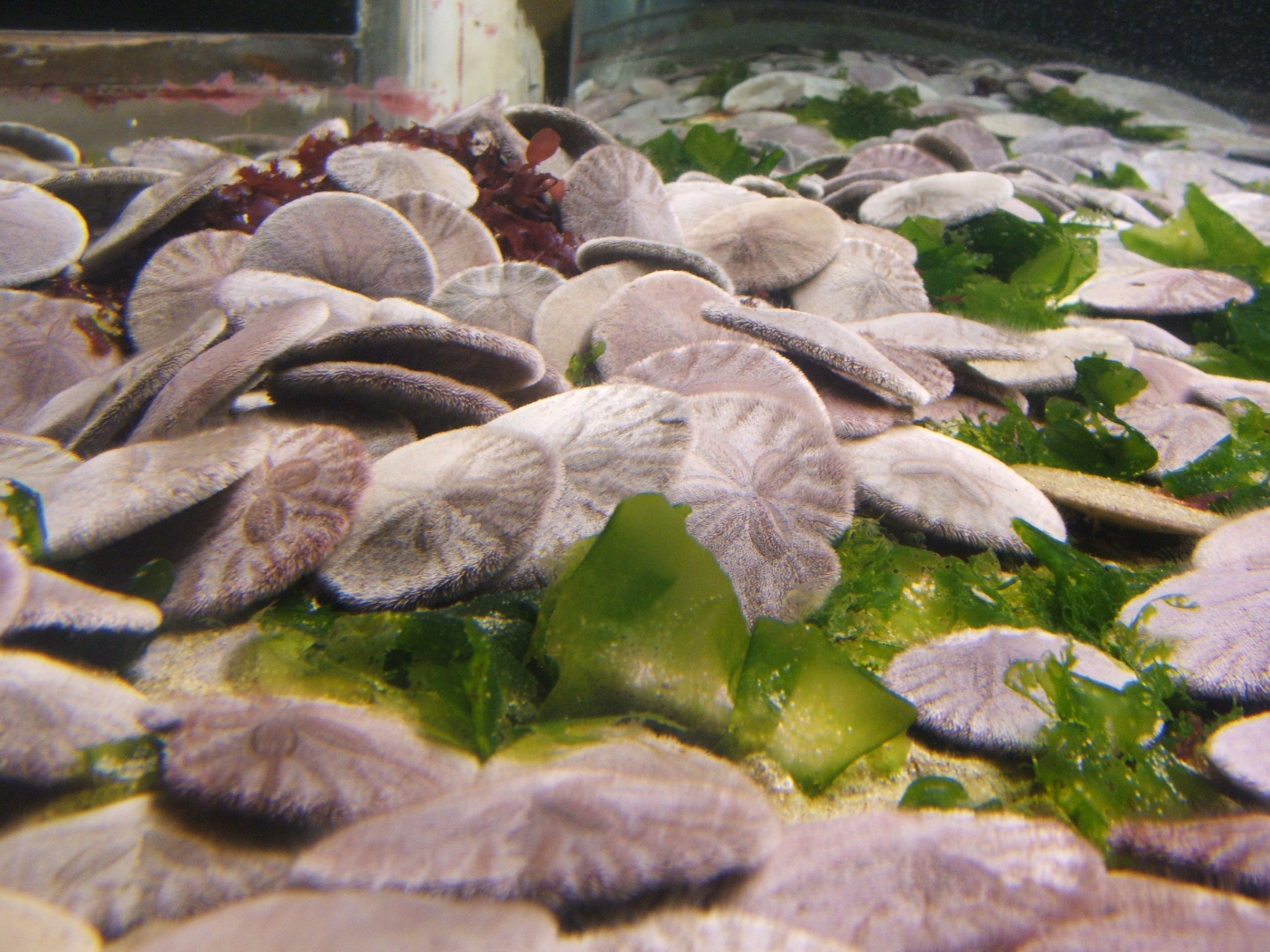
Bolacha-do-mar (Dendraster excentricus)
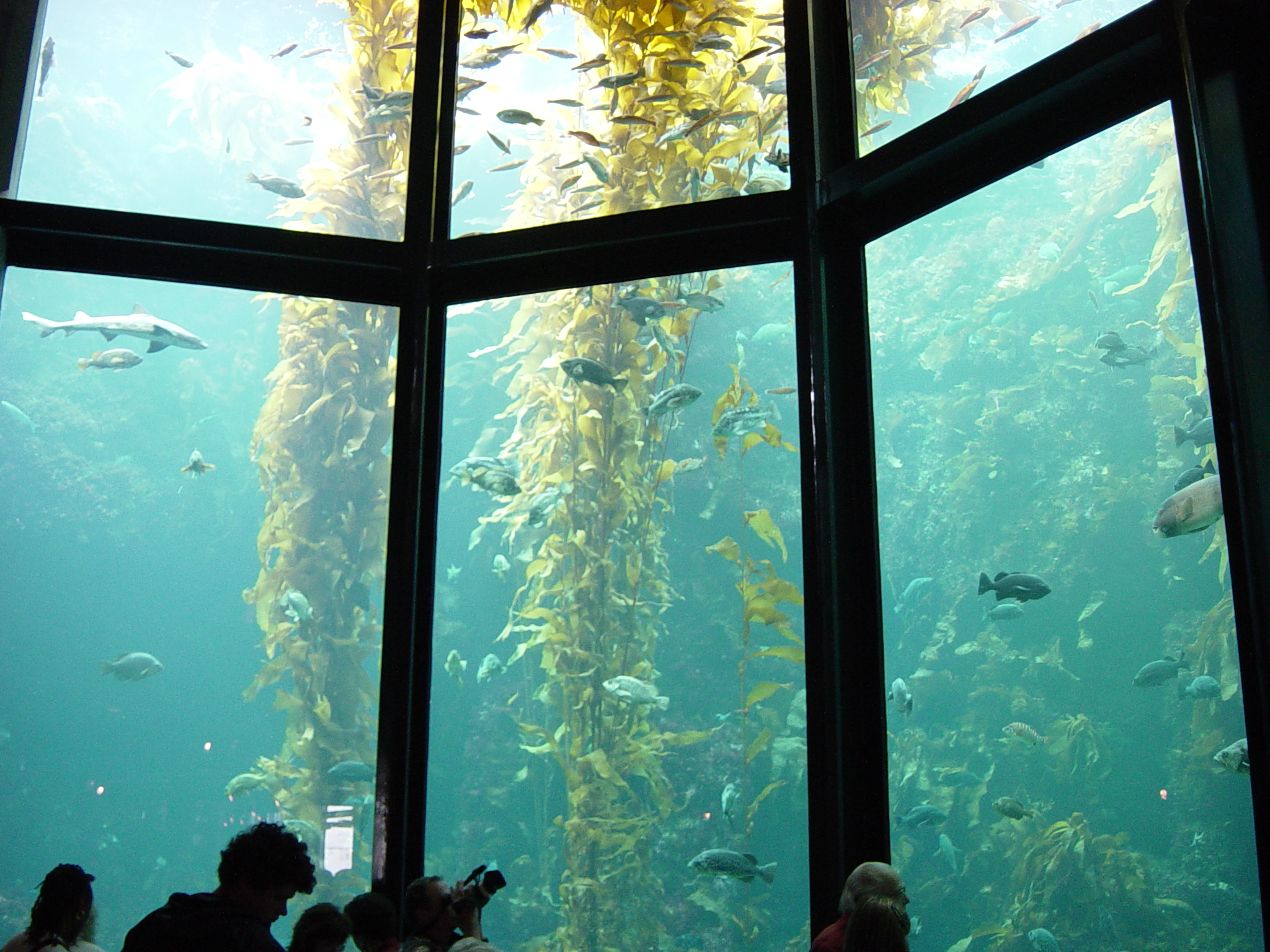
Kelp
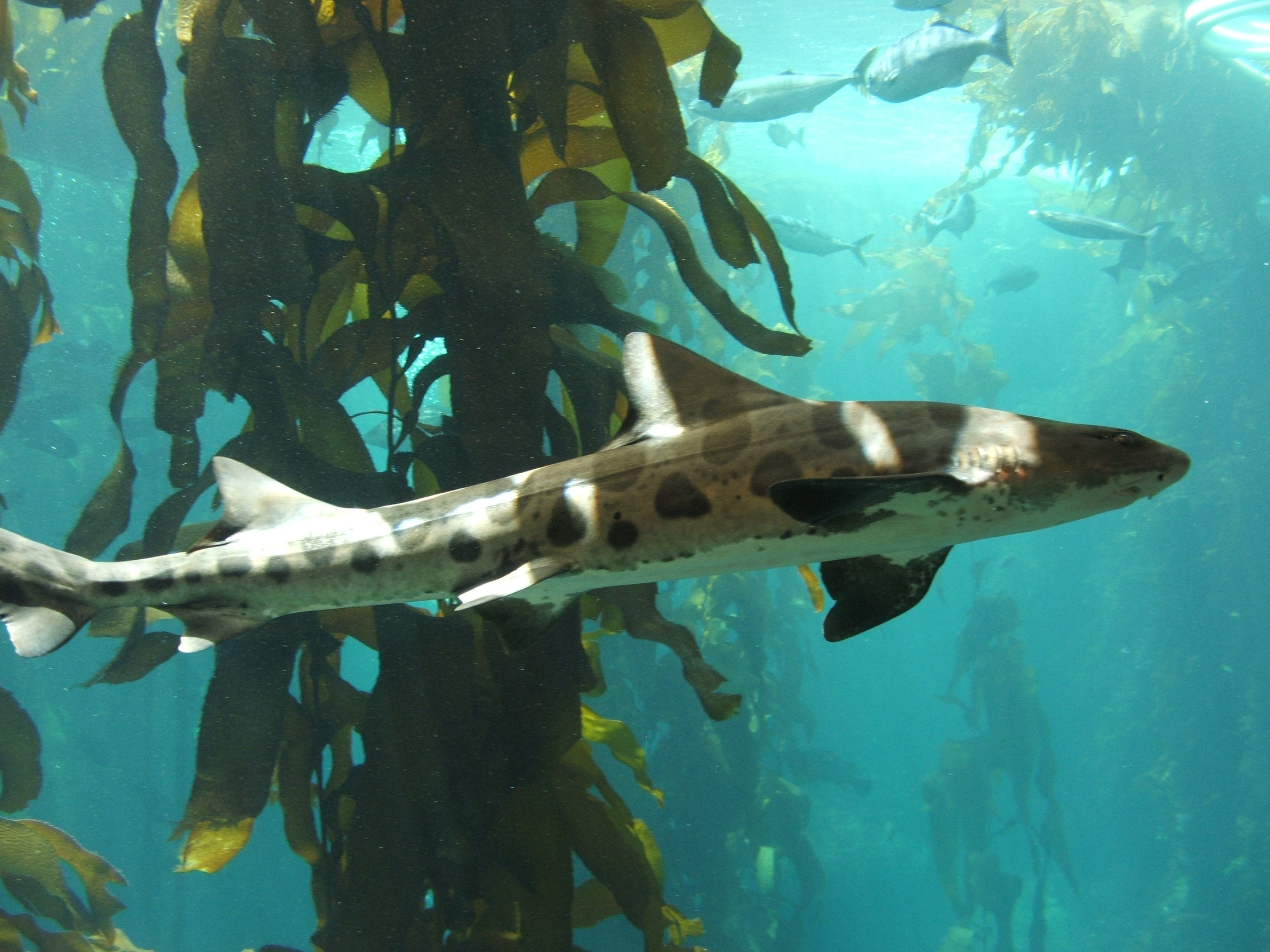
Tubarão-leopardo (Triakis semifasciata)
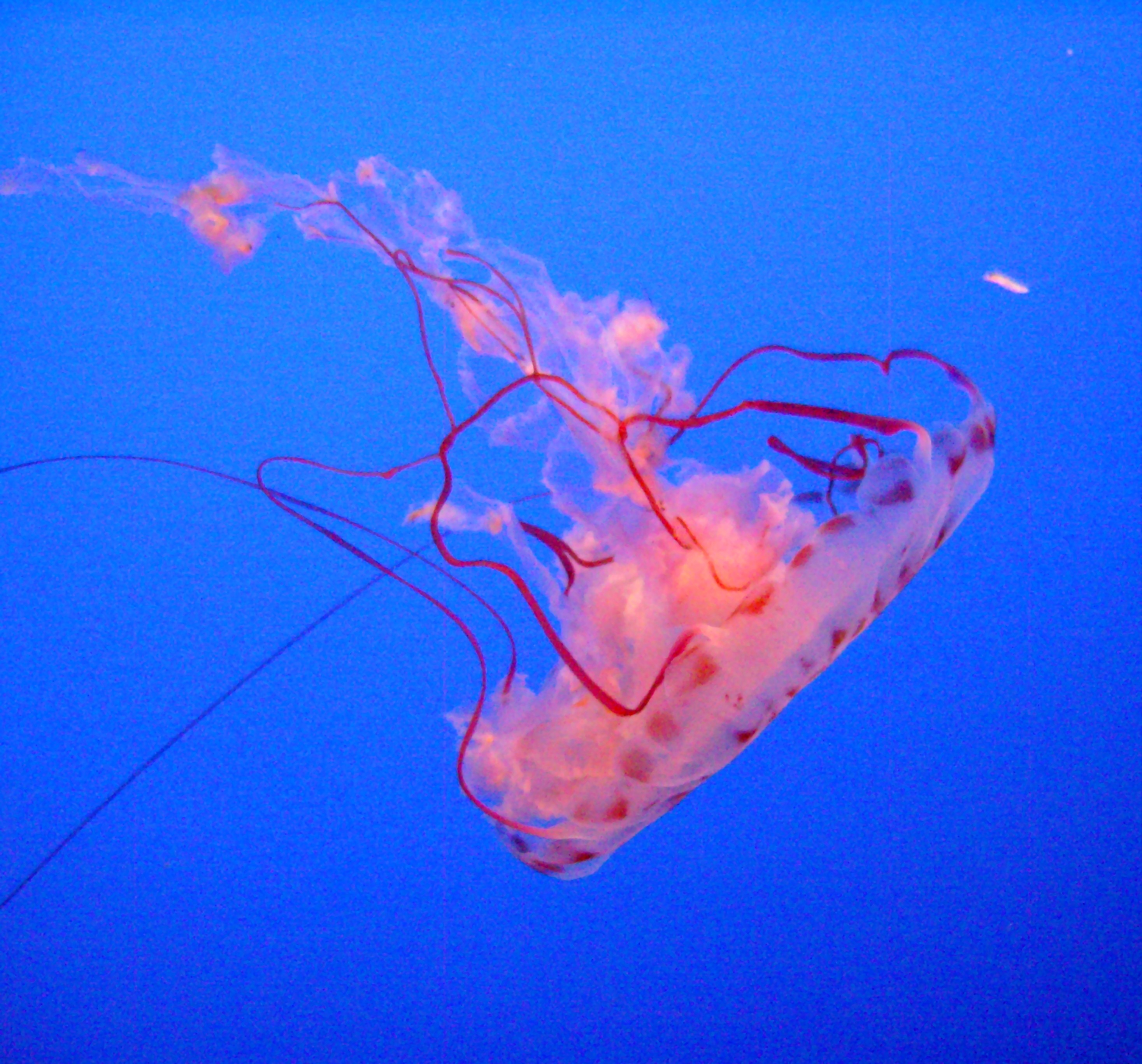
Água-viva